# 리디야 루슬라노바

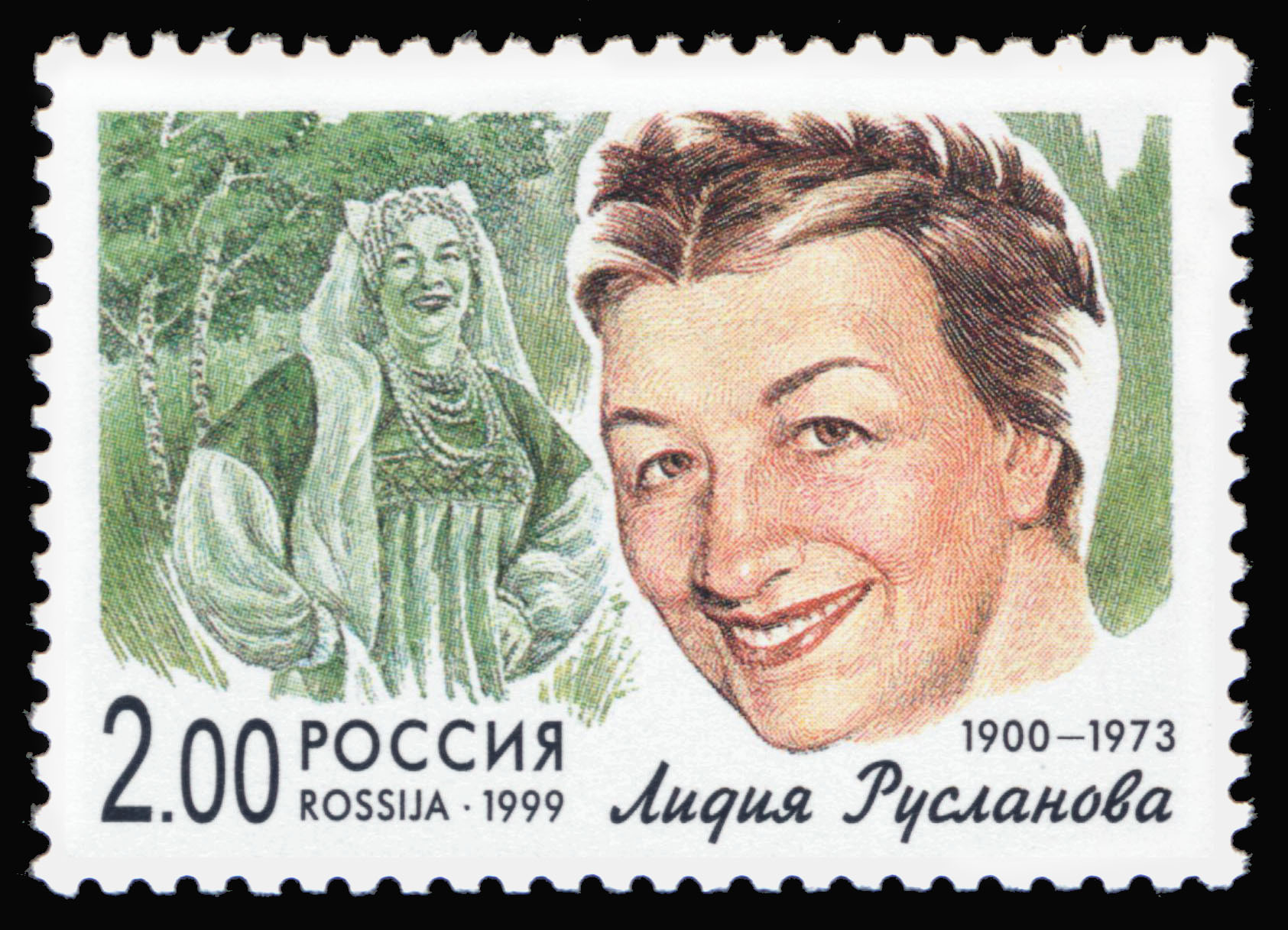
우표에 실린 리디야 루슬라노바의 모습

리디야 안드레예브나 루슬라노바(러시아어: Лидия Андреевна Русланова, 1900년 10월 27일 사라토프현 ~ 1973년 9월 21일 모스크바)는 러시아 포크 음악의 공연자이다.
사라토프 주변 마을에서 태어났다. 16세 나이에 군인들 앞에서 첫 콘서트를 가지게 되었고 여기서 그녀가 알고 있던 모든 노래를 불렀다. 처음 러시아 군인들에게 부르기 시작한 시기는 러시아 내전 때였으며 1923년 로스토프나도누에서 프로 가수로 데뷔하였다. 독특한 가창음과 음색이 특징이다.
1930년대에 루솔라노바는 매우 유명해졌다. 소련에서 가장 부유한 여성들 가운데 한 명이 되었다.

## 디스코그래피
- 1996: Поёт Лидия Русланова[5]
- 2000: Царица Русской песни[6]
- 2001: Великие исполнители России XX века
- 2002: Русские народные песни[7]
- 2007: Имена на все времена[8]
- CD 링크 보관됨 2015-11-23 - 웨이백 머신